# Sierra Norte (Madrid)
La Sierra Norte es una comarca informal (aunque se corresponde con el término del partido judicial de Torrelaguna) definida en la Guía de Turismo Rural y Activo, editada por la Dirección General de Turismo (Consejería de Cultura y Turismo) de la Comunidad de Madrid (España). Se encuentra en el extremo septentrional de dicha comunidad. Abarca un total de 1.253 km² y tiene una población cercana a los 32 000 habitantes, repartidos en 42 términos municipales.

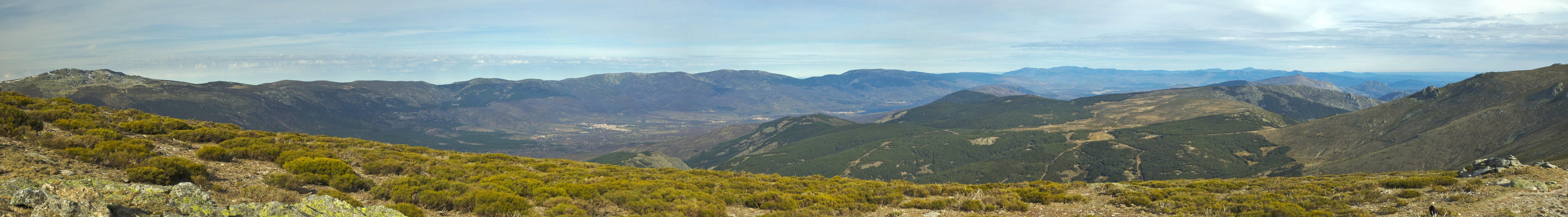
Panorámica de Sierra Norte (Madrid).

## Territorio

Subcomarcas de la Sierra Norte de Madrid
Sierra de La Cabrera (municipios: Bustarviejo; Cabanillas de la Sierra; La Cabrera; Lozoyuela-Navas-Sieteiglesias; Navalafuente; Valdemanco; Venturada)
Valle del Jarama (municipios: El Vellón; Patones; Redueña; Torrelaguna; Torremocha de Jarama)
Valle Alto del Lozoya (municipios: Alameda del Valle; Canencia; Garganta de los Montes; Gargantilla del Lozoya y Pinilla de Buitrago; Lozoya; Navarredonda y San Mamés; Pinilla del Valle; Rascafría)
Valle Medio del Lozoya (municipios: Braojos de la Sierra; Buitrago del Lozoya; Gascones; Horcajo de la Sierra; La Acebeda; La Serna del Monte; Madarcos; Piñuécar-Gandullas; Robregordo; Somosierra; Villavieja del Lozoya)
Valle Bajo del Lozoya (municipios: Berzosa del Lozoya; Cervera de Buitrago; El Atazar; El Berrueco; Puentes Viejas; Robledillo de la Jara)
Sierra del Rincón (municipios: Horcajuelo de la Sierra; La Hiruela; Montejo de la Sierra; Prádena del Rincón; Puebla de la Sierra)

Se puede diferenciar dos zonas características en el territorio de la Sierra Norte. Por un lado la zona de montaña, que corresponde a la mayor parte de la comarca, incluyendo las sierras de Somosierra, sierra del Lobosillo, La Cabrera, La Morcuera y parte de la de Guadarrama, parte de la Sierra de Ayllon y la zona de la Campiña del Henares, en su extremo sudeste.
El principal río de la Sierra Norte es el Lozoya, si bien, por su territorio también fluye parcialmente el Jarama. El curso del Lozoya se ve interrumpido por cinco embalses interconectados (Pinilla, Riosequillo, Puentes Viejas, El Villar y El Atazar), lo que le confiere una vital importancia como fuente de suministro de agua para toda la Comunidad de Madrid.
Dentro de la Sierra Norte, y correspondiéndose en buena parte con los valles que la atraviesan, pueden distinguirse las siguientes subcomarcas:
- Sierra de La Cabrera
- Valle del Jarama
- Valle Alto del Lozoya
- Valle Medio del Lozoya
- Valle Bajo del Lozoya
- Sierra del Rincón

## Flora y fauna
En los valles y las zonas de campiña se encuentran cultivos tradicionales de cereales, viñedos y olivares. Si bien su superficie se va viendo paulatinamente reducida por el abandono de la agricultura debido en buena parte a la despoblación sufrida por el territorio.
Las áreas boscosas están compuestas principalmente de robles y pinos, si bien se desarrollan también la encina, el avellano, chopos, olmos, fresnos, enebros y piornos. En las zonas más altas no existe presencia de especies arbóreas y éstas son sustituidas por pastizales de montaña.

## Economía
Tradicionalmente la población se ha venido dedicando a la agricultura y la ganadería. Por su aislamiento y la pobreza de la zona se la conoció popularmente durante mucho tiempo como la "Sierra pobre". En tiempos más recientes se han incrementado la construcción y los servicios (hostelería), y últimamente el turismo ha ido adquiriendo mayor importancia, existiendo numerosas iniciativas tanto públicas como privadas para fomentar esta actividad.

## Cultura
El folclore de varios pueblos de esta región se utilizó en el Cántico matritense de Gabriel Fernández Álvez.

## Municipios de la comarca
La comarca está formada por los siguientes municipios, con la superficie en kilómetros cuadrados y su población en el año 2021:
| Municipio                                    | Superficie | Población |
| -------------------------------------------- | ---------- | --------- |
| Total comarca                                | 1252,89    | 31 930    |
| Alameda del Valle                            | 25,01      | 246       |
| Berzosa del Lozoya                           | 14,32      | 216       |
| Braojos de la Sierra                         | 24,93      | 218       |
| Buitrago del Lozoya                          | 26,50      | 1940      |
| Bustarviejo                                  | 57,32      | 2701      |
| Cabanillas de la Sierra                      | 14,07      | 837       |
| Canencia                                     | 52,70      | 461       |
| Cervera de Buitrago                          | 12,02      | 158       |
| El Atazar                                    | 29,55      | 109       |
| El Berrueco                                  | 28,80      | 796       |
| El Vellón                                    | 34,14      | 2083      |
| Garganta de los Montes                       | 39,66      | 411       |
| Gargantilla del Lozoya y Pinilla de Buitrago | 24,12      | 344       |
| Gascones                                     | 20,04      | 191       |
| Horcajo de la Sierra-Aoslos                  | 20,57      | 170       |
| Horcajuelo de la Sierra                      | 24,39      | 106       |
| La Acebeda                                   | 22,06      | 55        |
| La Cabrera                                   | 22,40      | 2782      |
| La Hiruela                                   | 17,18      | 72        |
| La Serna del Monte                           | 5,44       | 96        |
| Lozoya                                       | 57,94      | 593       |
| Lozoyuela-Navas-Sieteiglesias                | 51,28      | 1407      |
| Madarcos                                     | 8,46       | 57        |
| Montejo de la Sierra                         | 31,95      | 365       |
| Navalafuente                                 | 11,75      | 1573      |
| Navarredonda y San Mamés                     | 27,44      | 141       |
| Patones                                      | 34,47      | 524       |
| Pinilla del Valle                            | 25,84      | 196       |
| Piñuécar-Gandullas                           | 18,19      | 185       |
| Prádena del Rincón                           | 22,48      | 149       |
| Puebla de la Sierra                          | 57,70      | 75        |
| Puentes Viejas                               | 58,33      | 719       |
| Rascafría                                    | 150,28     | 1754      |
| Redueña                                      | 12,87      | 294       |
| Robledillo de la Jara                        | 20,35      | 97        |
| Robregordo                                   | 18,03      | 71        |
| Somosierra                                   | 20,42      | 87        |
| Torrelaguna                                  | 43,40      | 4897      |
| Torremocha de Jarama                         | 18,49      | 1079      |
| Valdemanco                                   | 17,58      | 1012      |
| Venturada                                    | 9,79       | 2387      |
| Villavieja del Lozoya                        | 23,3       | 276       |

## Naturaleza y Calidad de Vida
Muchos escogen vivir aquí rodeados de naturaleza. Una de las cosas que mucha gente encuentra atractiva en los pueblos de la Sierra Norte de Madrid es que son tranquilos y pacíficos. La gente quiere estar alejada del ruido y la contaminación de la ciudad, y vivir en un lugar donde pueda disfrutar de la naturaleza. 
El hecho de que las personas que viven en los pueblos tengan más tiempo libre hace que a menudo participen en actividades como: senderismo, escalada, rutas en bicicleta, etc.